# Paton (Iowa)
Paton es una ciudad situada en el condado de Greene, Iowa, Estados Unidos. Tiene una población estimada, a mediados de 2022, de 221 habitantes.

## Geografía
La localidad está ubicada en las coordenadas 42°09′52″N 94°15′18″O / 42.16444, -94.25500 (42.164386, -94.25503). Según la Oficina del Censo, tiene una superficie de 1.46 km², correspondientes en su totalidad a tierra firme.

## Demografía
Según el censo de 2020, en ese momento había 221 personas residiendo en la localidad. La densidad de población era de 151.37 hab./km². El 98.19% de los habitantes eran blancos, el 0.45% era amerindio y el 1.36% eran de una mezcla de razas. Del total de la población, el 1.36% eran hispanos o latinos de cualquier raza.